# Metodo di Balling
Il metodo di Balling (dal nome dell'inventore Carl Joseph Napoleon Balling) è una tecnica utilizzata nel settore della viticoltura per determinare il contenuto di zuccheri nel mosto delle uve. Questo metodo si basa sulla misurazione della densità del mosto attraverso l'uso di un apposito strumento chiamato saccarometro di Balling.

## Descrizione
Il saccarometro misura la densità del mosto in gradi, ed indica la quantità di zuccheri presenti nel mosto. Maggiore è il numero di gradi Balling, maggiore sarà la concentrazione di zuccheri e quindi il potenziale alcolico del vino che sarà prodotto.
Per utilizzare il metodo di Balling, si preleva una piccola quantità di mosto e si inserisce l'indagine nel densimetro. Si legge quindi la scala graduata e si determina il valore dei gradi Balling. Questo valore sarà poi utilizzato per calcolare il potenziale alcolico del vino in base alla quantità di zuccheri presenti nel mosto.
Il metodo fu utilizzato da Johann Philipp Bronner (1792-1864), un farmacista tedesco e pioniere della viticoltura.